# Прапор Чикаго
Прапор Чикаго складається з двох світло-блакитних горизонтальних балках, або смуг, на полі білого кольору, кожна смуга становить одну шосту висоти повного прапора, і розташована трохи менше однієї шостої частини від верхньої та нижньої частини. Чотири яскраво-червоні шестиконечні зірки, кожна розташовані поруч, близько одна до одної, у середній третині поверхні прапора. 
Чикаго — місто в штаті Іллінойс, США. Його прапор був прийнятий у 1917 році після того, як дизайн Уоллеса Райса виграв конкурс, спонсорований міською радою. Спочатку він мав дві зірки до 1933 року, коли була додана третя. Чотиризіркова версія існує з 1939 року. Три частини білого поля та дві смужки представляють географічні особливості міста, зірки символізують історичні події, а вістря зірок представляють важливі чесноти чи поняття. Історичні події, представлені зірками, - це заснування форту Дірборн, Велика Чиказька пожежа 1871 року, Всесвітня виставка Колумбії 1893 року та виставка Століття прогресу 1933–34 років.
В огляді 150 прапорів американських міст, проведеному Північноамериканською вексилологічною асоціацією, прапор міста Чикаго посів друге місце з рейтингом 9,03 з 10, поступившись лише прапору Вашингтона, округ Колумбія

## Символізм

Історія та значення прапора Чикаго

### Балки
Три білі смуги прапора представляють, зверху вниз, північну, західну та південну частини міста. Верхня блакитна смуга позначає озеро Мічиган і північний рукав річки Чикаго. Нижня блакитна смуга представляє південний рукав річки та «Великий канал» над Чиказьким портом.  Світло-блакитний колір двох смуг прапора по-різному називається небесно-блакитним  або блідо-блакитним;  у статті промови дизайнера Уоллеса Райса 1917 року він був названий «кольором води».  

### Зірки

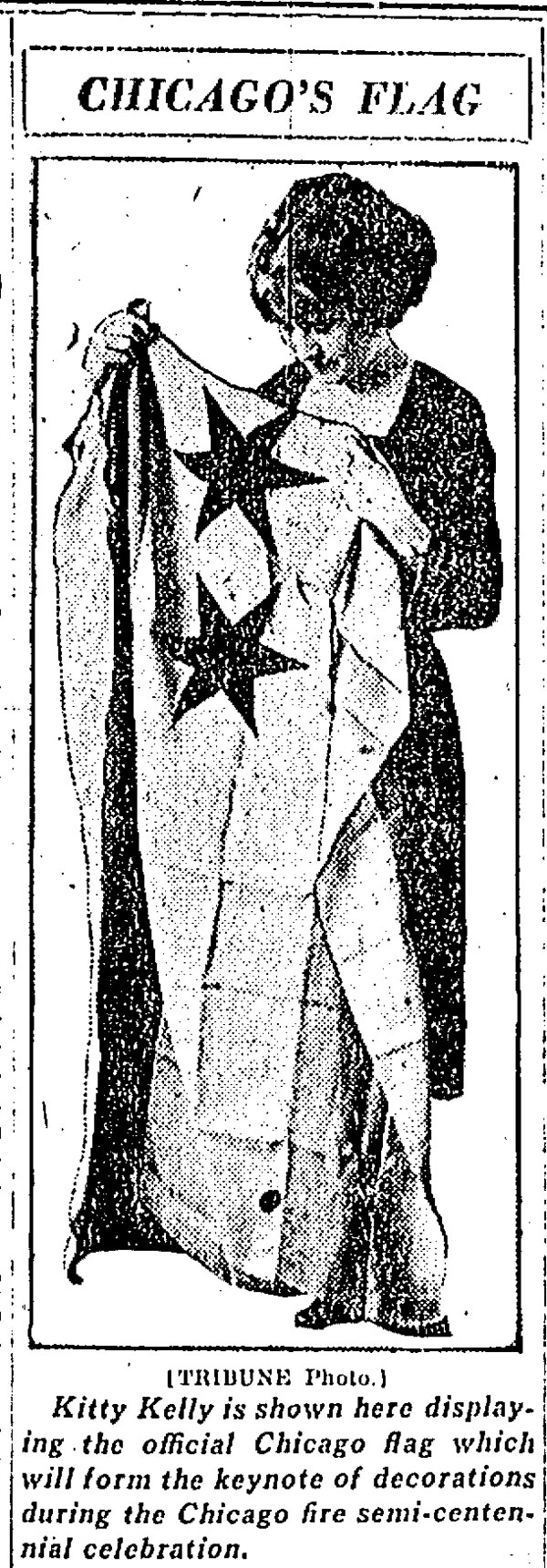
Кітті Келлі тримає прапор Чикаго від Chicago Tribune, 1921 рік. Зверніть увагу на дві зірки на прапорі в той час.

На центральній білій смузі є чотири червоні шестипроменеві зірки. Шестипроменеві зірки використовуються тому, що п'ятипроменеві зірки символізують суверенні держави, а також тому, що зірка у тому вигляді, в якому вона була розроблена, не була знайдена на інших відомих прапорах станом на 1917 рік  . Від древка назовні зірки представляють:
- Додано в 1939 році: вшановує Форт Дірборн, а його шість вершин позначають політичні організації, до яких належав регіон Чикаго, і прапори, які майорять над територією: Франція, 1693; Велика Британія, 1763; Вірджинія, 1778; Північно-Західний край, 1789; Територія Індіана, 1802; і Іллінойс ( територія, 1809, і штат, з 1818). [1] [2]
- Оригінал прапора 1917 року: ця зірка символізує Велику пожежу в Чикаго 1871 року. Його шість вершин представляють чесноти релігії, освіти, естетики, справедливості, милосердя та громадянської гордості. [1] [2]
- Оригінал прапора 1917 року: ця зірка символізує Всесвітню колумбійську виставку 1893 року. Його шість вершин символізують транспорт, працю, комерцію, фінанси, багатолюдність і цілющість (здоров'я). [1] [2]
- Додано в 1933 році: ця зірка символізує виставку «Століття прогресу» (1933–34). Його вершини стосуються: статусу Чикаго як другого за величиною міста Сполучених Штатів на момент додавання зірки (Чикаго стало третім за величиною за переписом населення 1990 року, обійшовши Лос-Анджелес ); Латинський девіз Чикаго Urbs in horto («Місто в саду»); Девіз Чикаго «Я буду»; Великий Центральний Ринок; Чудо-місто; і Convention City. [1] [2]

Були запропоновані додаткові зірки з різним ступенем серйозності. Були запропоновані наступні причини для можливого додавання п’ятої зірки:

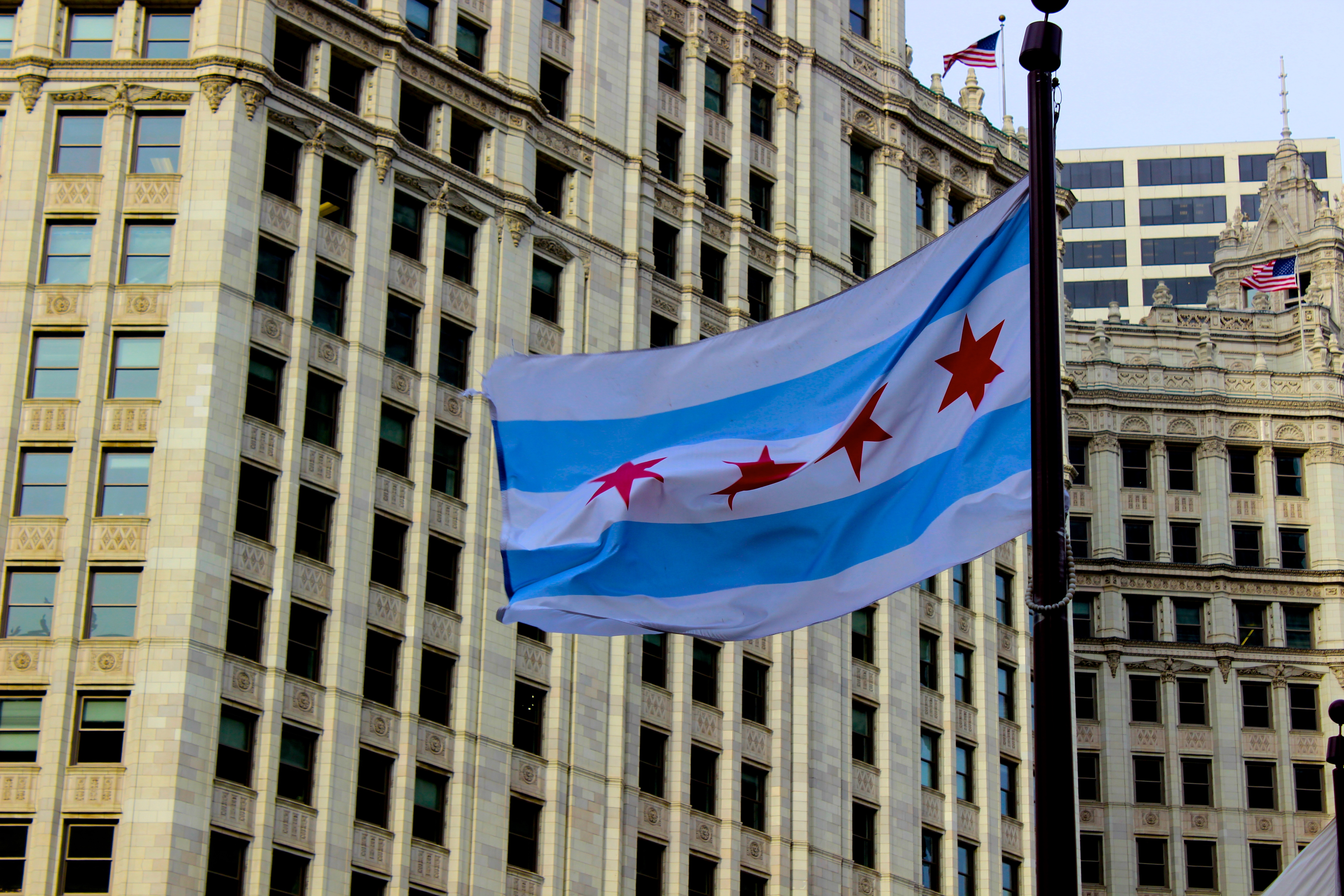
Прапор Чикаго (2015)

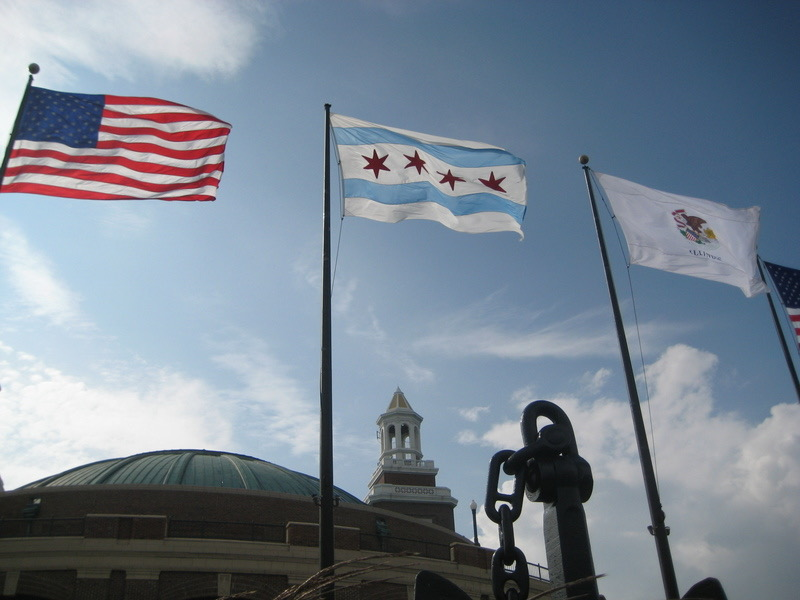
Прапор міста Чикаго з банером, усіяним зірками, і прапором штату Іллінойс з боків на морському пірсі

- П'ята зірка могла б представляти внесок Чикаго в ядерну епоху (див. Металургійна лабораторія ), ідея, вперше запропонована в листі 1940-х років, опублікованому Chicago Tribune, а пізніше підтримана мером Річардом Дж. Дейлі в 1960-х роках. [9] [10] [11]
- У 1980-х роках була запропонована зірка на честь Гарольда Вашингтона, першого афроамериканського мера Чикаго. [11] [12]
- Повінь у Чикаго 1992 року була запропонована як додаткове стихійне лихо, яке заслуговує зірки, відповідно до існуючої зірки для Великої Чиказької пожежі 1871 року. Ще одну п’яту зірку створила група чиказьких професіоналів у сфері нерухомості, щоб представити підприємницький дух Чикаго на початку 1990-х років.
- Коли Чикаго претендувало на проведення Літніх Олімпійських ігор 2016 року, Заявковий комітет запропонував додати п’яту зірку до прапора на честь пам’яті [11] [13], але натомість заявку виграв Ріо-де-Жанейро, Бразилія.
- Енн Берк, Тім Шрайвер та інші запропонували додати п’яту зірку на честь Спеціальної Олімпіади, яка була заснована в Чикаго. [14] [15]
- Інші пропозиції, пов’язані зі спортом, включають визнання домінування «Чикаго Буллз» у Національній баскетбольній асоціації в 1990-х роках [16] і пропозицію щодо п’ятої зірки, якщо «Чикаго Кабс» колись виграють Світову серію [16], чого не відбулося між їх тривалу серією перемог у 1908 році до 2016 року .
- У Музеї історії Чикаго триває виставка, на якій громадськість заохочується проголосувати за потенційну п’яту зірку. [17]
- Мер Чикаго Лорі Лайтфут припустила, що реакція Чикаго на пандемію COVID-19 може виправдати додавання п’ятої зірки на прапор Чикаго. [18]

## Незаконне приватне використання
Відповідно до Муніципального кодексу Чикаго, використання прапора чи будь-якої його імітації чи дизайну є незаконним, за винятком звичайних  цілей прикраси чи демонстрації. Також забороняється відображати на прапорі будь-які літери, слова, легенди чи засоби, не передбачені Кодексом. На порушників накладається штраф від 5,00 до 25,00 доларів США за кожне порушення.  Однак Перша поправка до Конституції Сполучених Штатів забороняє виконання цього розділу.

## Історія
У 1915 році мер Вільям Гейл Томпсон призначив муніципальну комісію з прапора під головуванням Олдермена Джеймса А. Кернеса . Серед членів комісії були багатий промисловець Чарльз Дірінг і художник-імпресіоніст Лоутон С. Паркер. Паркер попросив лектора і поета Уоллеса Райса розробити правила відкритого публічного конкурсу на найкращий дизайн прапора. Було отримано понад тисячу заявок.  318-й кавалерійський полк включив прапор до своїх знаків розрізнення. 

Прапор 31-ї зустрічі NAVA, що проходила в Чикаго. Прапори зустрічей NAVA часто включають елементи, що відображають місто-організатор.
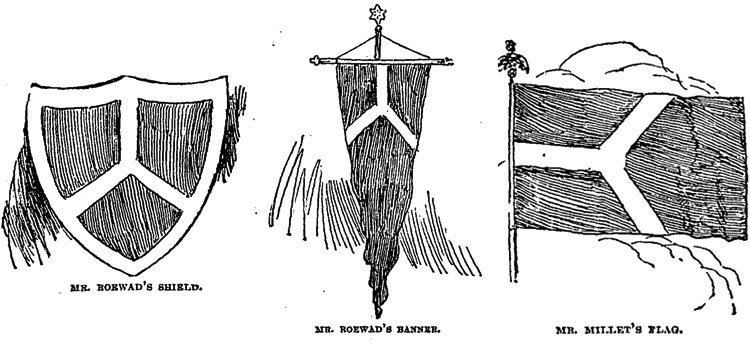
Ескізи прапора з конкурсу 1892 року. Цей дизайн зрештою став використовуватися в муніципальному пристрої .
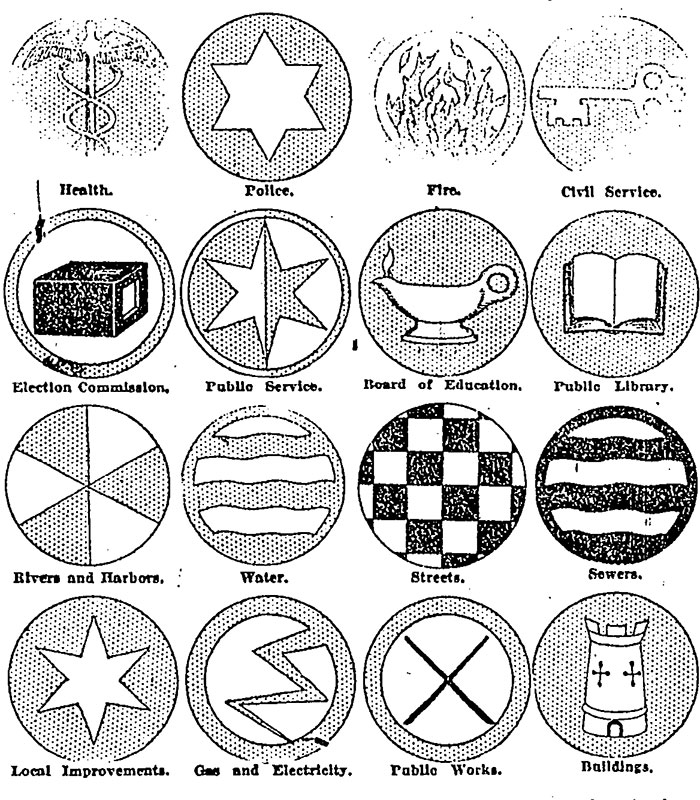
На прапорі цього департаменту можна було розмістити двадцять три інші ікони, які були замовлені, що представляють різні департаменти міста.
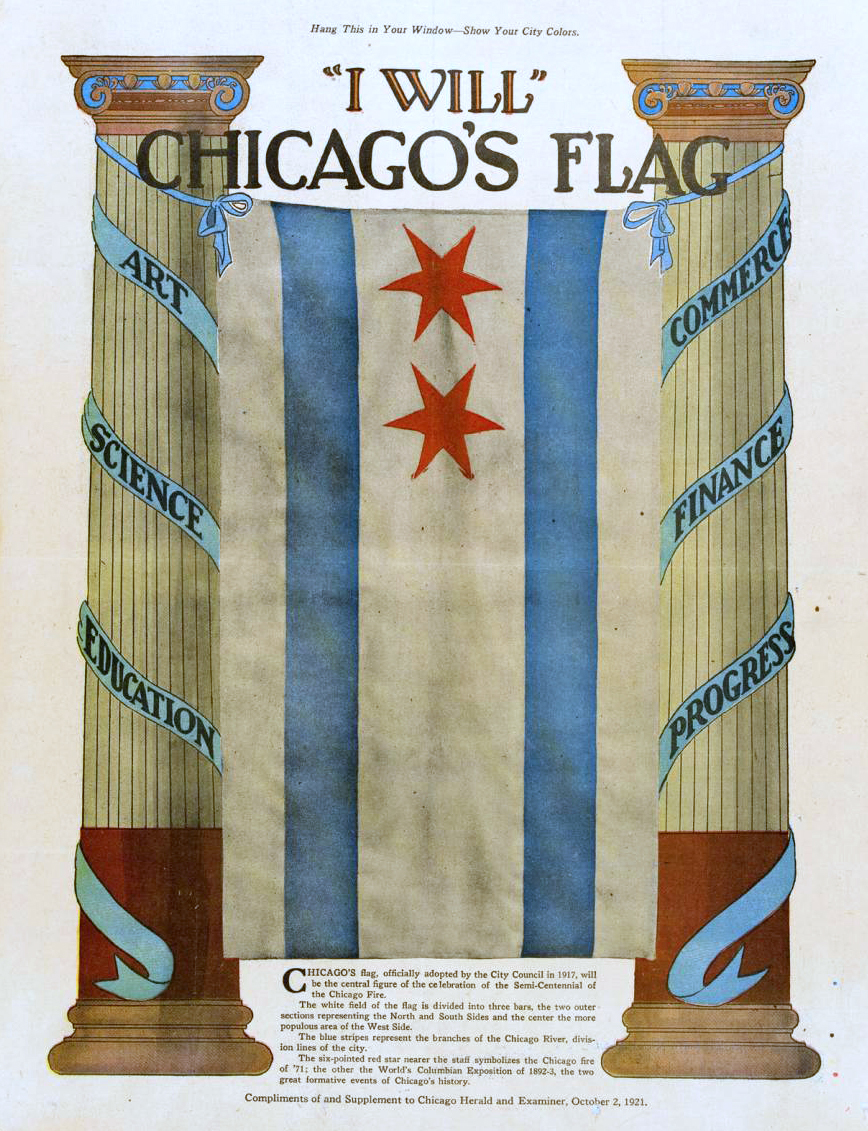
Плакат із прапором Чикаго 1917 року з девізом «Я буду».

## Подальше читання
- «Мистецтво та архітектура: як був обраний муніципальний прапор Чикаго», Chicago Daily Tribune, 17 липня 1921 р., стор. 21.
- «Сьогодні місто отримує новий прапор із третьою зіркою для ярмарку 1933 року», Chicago Daily Tribune, 9 жовтня 1933 р., стор. 7.
- «Форт Дірборн отримує зірку на прапорі Чикаго», Chicago Daily Tribune, 22 грудня 1939 р., стор. 18.

## Зовнішні посилання
- Огляд прапора міста НАВА